# Journal of Occurrences
Il Journal of Occurrences, conosciuto anche come Journal of the Times e Journal of Transactions in Boston, fu una serie di articoli di giornale pubblicati dal 1768 al 1769 nel New York Journal, che raccontava l'occupazione di Boston (Massachusetts) da parte dell'esercito britannico. Gli articoli erano anonimi, ma la paternità è di solito attribuita a Samuel Adams, che in seguito divenne segretario della Camera dei Rappresentanti del Massachusetts. Anche William Cooper, segretario comunale di Boston, è stato anche indicato come possibile autore. Gli articoli potrebbero essere stati scritti da più persone che lavorano in collaborazione.

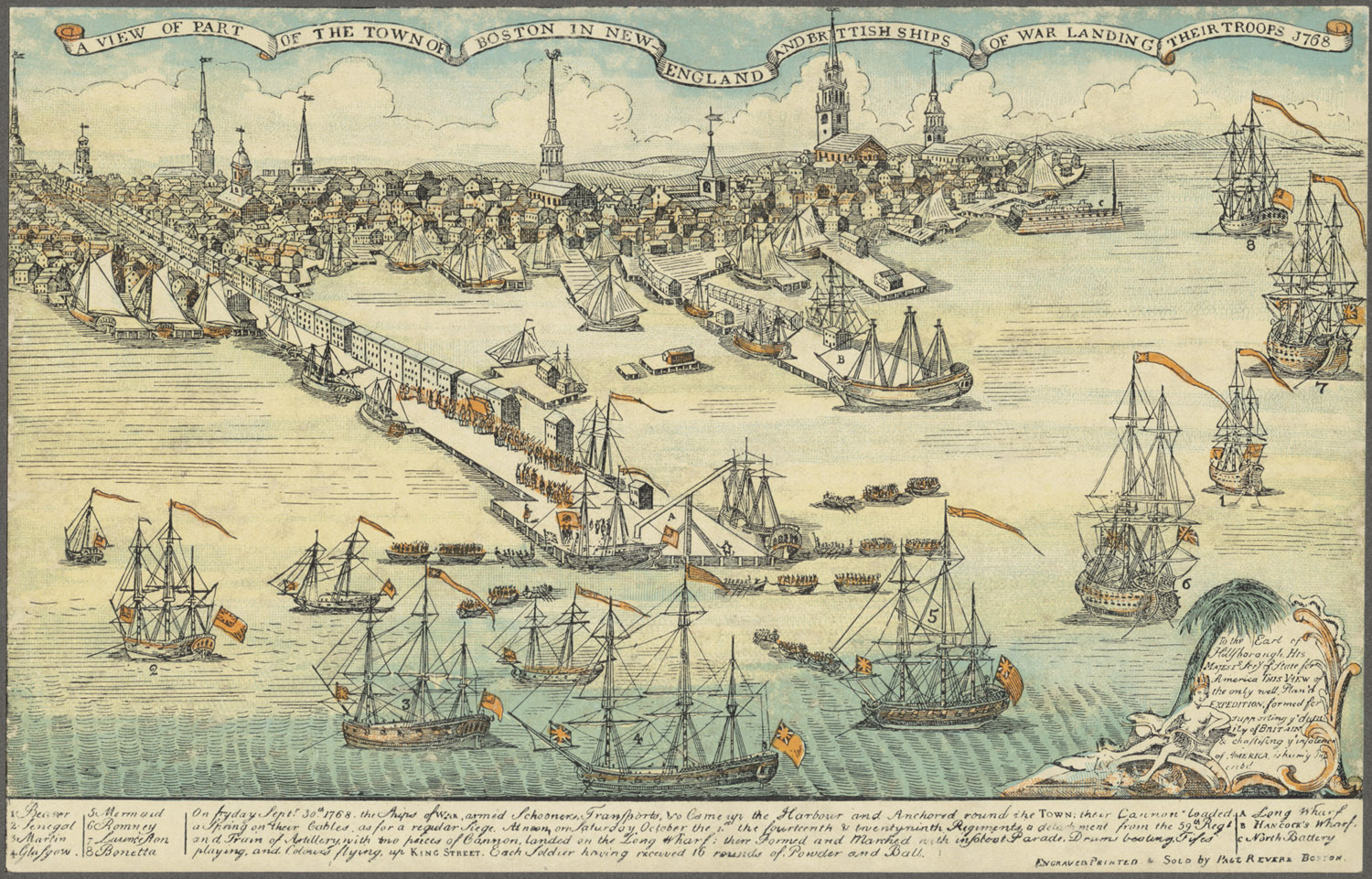
Truppe inglesi sbarcano nel porto di Boston nel 1768. (Da una incisione di Paul Revere riprodotta a colori).

## Storia
L'occupazione di Boston nacque dalla resistenza ai Townshend Acts, leggi approvate dal Parlamento britannico nel 1767. In risposta a queste leggi, la Camera dei Rappresentanti del Massachusetts emise una Lettera circolare nel mese di febbraio 1768. Scritta principalmente da Samuel Adams, la lettera circolare sosteneva che i Townshend Acts erano una violazione della Costituzione britannica, perché tassavano sudditi britannici senza il loro consenso. Lord Hillsborough, Segretario di Stato britannico per le colonie, ordinò alla Camera dei rappresentanti del Massachusetts di revocare la lettera circolare, ma l'assemblea legislativa si rifiutò. Oltre a questo atto di sfida della colonia, Hillsborough aveva sentito le relazioni dei commissari doganali (Board of Customs), incaricati di far rispettare i regolamenti commerciali, che narravano lo stato di anarchia in cui si trovava Boston. Il ministro britannico inviò quattro reggimenti della British Army per ristabilire l'ordine. Le truppe cominciarono ad arrivare nel mese di ottobre 1768.
La prima puntata del "Journal" fu pubblicata il 13 ottobre 1768 e continuò una volta alla settimana per più di un anno. Con un approccio innovativo per un'epoca senza giornalisti professionisti, il "Journal" narrava gli eventi scioccanti di Boston al mondo esterno. Sebbene gli autori affermassero che ciò che scrivevano era "rigorosamente reale", gli avvenimenti descritti negli articoli erano apparentemente esagerati per ragioni politiche. Facendo riferimento alla tradizionale diffidenza anglo-americana per gli eserciti di professionisti messi a presidio tra i civili, il "Journal" presentava una Boston assediata da indisciplinati soldati britannici, che aggredivano gli uomini e violentavano le donne con regolarità e impunità. In modo altrettanto negativo venivano ritratti i commissari doganali.
Anche se i funzionari britannici di Boston insistevano sul fatto che gli avvenimenti descritti nel "Journal" erano per lo più inventati, gli articoli furono ristampati ampiamente e contribuirono a costruire il sentimento che alla fine portò alla Guerra d'indipendenza americana.